# 이탈리아에서의 투쟁
《이탈리아에서의 투쟁》(Lotte in Italia)은 장뤼크 고다르 등의 감독들로 이루어진 지가 베르토프 집단의 영화이다. 1969년 12월에 파리에서 촬영되었다. 이탈리아 방송 협회가 제작했으나, 결과물을 거부하였다.

## 출연

### 주연
- 크리스티아나 툴리오 알탄
- 안느 비아젬스키